# Silnice II/424
Silnice II/424 je česká silnice II. třídy na samém jihu Moravy, vedoucí z Moravské Nové Vsi do Lanžhota. Je dlouhá 11,4 km a celá se nachází v okrese Břeclav v Jihomoravském kraji. Lze ji považovat za dopravní osu národopisné oblasti Podluží.

## Vedení silnice

### Jihomoravský kraj

#### Okres Břeclav
- Moravská Nová Ves (křiž. I/55, III/4233, III/05531, III/05526)
- Týnec (křiž. III/4241, III/4242)
- Tvrdonice (křiž. III/4243, III/4244)
- Kostice (křiž. III/4245)
- most přes dálnici D2
- Lanžhot (křiž. II/425)